# Скрефсруд, Ларс Ольсен
Ларс Ольсен Скрефсруд (норв. Lars Olsen Skrefsrud; 4 февраля 1840, Фоберг, близ Лиллехаммера, Норвегия — 11 декабря 1910, Бенагария, Британская Индия, ныне штат Джаркханд) — норвежский миссионер и лингвист, работал в Индии у санталов.
В молодости Скрефсруд отсидел в тюрьме 3 года и во время заключения тщательно изучил Библию и многие иностранные языки, решив стать миссионером.
Вместе с Хансом Петером Берресеном он основал норвежскую миссионерскую организацию, которая ныне выросла в Северную евангелистскую лютеранскую церковь с 150 тысячами верующих (штаты Джаркханд, Бихар, Западный Бенгал, Ассам). Автор одной из первых грамматик языка сантали (1873).
Учеником и последователем Скрефсруда как миссионера и лингвиста был Пауль Улаф Боддинг.